# (2721) Vsejsviatski
(2721) Vsejsviatski es un asteroide que forma parte del cinturón exterior de asteroides y fue descubierto por Nikolái Stepánovich Chernyj desde el Observatorio Astrofísico de Crimea, en Naúchni, el 22 de septiembre de 1973.

## Designación y nombre
Vsejsviatski recibió inicialmente la designación de 1973 SP2.
Más tarde se nombró en honor del astrónomo ruso Serguéi Vsejsviatski (1905-1984).

## Características orbitales
Vsejsviatski orbita a una distancia media del Sol de 3,234 ua, pudiendo alejarse hasta 3,799 ua y acercarse hasta 2,669 ua. Tiene una excentricidad de 0,1747 y una inclinación orbital de 2,231 grados. Emplea en completar una órbita alrededor del Sol 2125 días.

## Características físicas
La magnitud absoluta de Vsejsviatski es 12,2